# Монтеск'є (Тарн і Гаронна)
Монтеск'є́ (фр. Montesquieu) — муніципалітет у Франції, у регіоні Окситанія, департамент Тарн і Гаронна. Населення — 747 осіб (2022).
Муніципалітет розташований на відстані близько 530 км на південь від Парижа, 75 км на північний захід від Тулузи, 29 км на північний захід від Монтобана.

## Історія
До 2015 року муніципалітет перебував у складі регіону Південь-Піренеї. Від 1 січня 2016 року належить до нового об'єднаного регіону Окситанія.

## Демографія
Динаміка населення (INSEE ):
Розподіл населення за віком та статтю (2006):
| Стать | Всього | До 15 років | 15-24 | 25-44 | 45-64 | 65-85 | Понад 85 |
| --- | ------ | ----------- | ----- | ----- | ----- | ----- | -------- |
| Чоловіки | 371    | 81          | 20    | 89    | 131   | 50    | 0        |
| Жінки | 343    | 61          | 19    | 97    | 108   | 54    | 4        |
| \| Статево-вікова піраміда \| Статево-вікова піраміда \| Статево-вікова піраміда \| \| ----------------------- \| ----------------------- \| ----------------------- \| \| Чоловіки \| Вік \| Жінки \| \| 0 \| 85 + \| 4 \| \| 4 \| 80-84 \| 12 \| \| 19 \| 75-79 \| 15 \| \| 19 \| 70-74 \| 15 \| \| 8 \| 65-69 \| 12 \| \| 35 \| 60-64 \| 42 \| \| 46 \| 55-59 \| 19 \| \| 27 \| 50-54 \| 35 \| \| 23 \| 45-49 \| 12 \| \| 23 \| 40-44 \| 35 \| \| 35 \| 35-39 \| 27 \| \| 23 \| 30-34 \| 27 \| \| 8 \| 25-29 \| 8 \| \| 8 \| 20-24 \| 4 \| \| 12 \| 15-20 \| 15 \| \| 27 \| 10-14 \| 38 \| \| 23 \| 5-9 \| 8 \| \| 31 \| 0-4 \| 15 \| |        |             |       |       |       |       |          |
| Статево-вікова піраміда |        |             |       |       |       |       |          |
| Чоловіки | Вік    | Жінки       |       |       |       |       |          |
| 0 | 85 +   | 4           |       |       |       |       |          |
| 4 | 80-84  | 12          |       |       |       |       |          |
| 19 | 75-79  | 15          |       |       |       |       |          |
| 19 | 70-74  | 15          |       |       |       |       |          |
| 8 | 65-69  | 12          |       |       |       |       |          |
| 35 | 60-64  | 42          |       |       |       |       |          |
| 46 | 55-59  | 19          |       |       |       |       |          |
| 27 | 50-54  | 35          |       |       |       |       |          |
| 23 | 45-49  | 12          |       |       |       |       |          |
| 23 | 40-44  | 35          |       |       |       |       |          |
| 35 | 35-39  | 27          |       |       |       |       |          |
| 23 | 30-34  | 27          |       |       |       |       |          |
| 8 | 25-29  | 8           |       |       |       |       |          |
| 8 | 20-24  | 4           |       |       |       |       |          |
| 12 | 15-20  | 15          |       |       |       |       |          |
| 27 | 10-14  | 38          |       |       |       |       |          |
| 23 | 5-9    | 8           |       |       |       |       |          |
| 31 | 0-4    | 15          |       |       |       |       |          |

## Економіка
2010 року серед 473 осіб працездатного віку (15—64 років) 360 були активними, 113 — неактивними (показник активності 76,1%, у 1999 році було 73,5%). З 360 активних мешканців працювали 334 особи (177 чоловіків та 157 жінок), безробітними було 26 (10 чоловіків та 16 жінок). Серед 113 неактивних 23 особи були учнями чи студентами, 53 — пенсіонерами, 37 були неактивними з інших причин.

У 2010 році в муніципалітеті числилось 316 оподаткованих домогосподарств, у яких проживали 813,0 особи, медіана доходів виносила 15 483 євро на одного особоспоживача